# Stirpnik
Stirpnik – wieś w Słowenii, w gminie Škofja Loka. W 2018 roku liczyła 94 mieszkańców.